# Dichaetophora quelpartiensis
Dichaetophora quelpartiensis är en tvåvingeart som först beskrevs av Kang, Lee och Bahng 1967.  Dichaetophora quelpartiensis ingår i släktet Dichaetophora och familjen daggflugor. Inga underarter finns listade i Catalogue of Life.